# Csecsveny vára
Csecsveny vára (horvátul: Utvrda Čačvina) egy várrom Horvátországban, a Split-Dalmácia megyei Triljhez tartozó Čačvina településen.

## Fekvése
A település felett keletre emelkedő 705 méter magas várhegyen állnak jelentős romjai. A hegy tetejéről nagyszerű kilátás nyílik a Sinji mezőre, a Kamešnica déli lejtőire és a Zamosorje egy részére. A terep áttekinthetősége lehetővé tette az őrségnek, hogy Triljből kelet felé terjedő térségben az áruk és utasok forgalmát sikerrel ellenőrizzék.

## Története
A falu feletti várat 1200 körül építették a cetinai Triljből a bosznia Livnóra vezető átjáró őrzésére. Első írásos említése Nagy Lajos király okleveléből, 1345-ből származik „Chechuven” alakban, amikor Cetina környékét Nelipics Ivánnak adja. 1372-ben még Nelipcsics Iváné, majd 1426-tól királyi vár. 1435-ben a Frangepánok birtoka lett, de 1436-ban már a Tallócziaké. A 15. század közepén átmenetileg Vukcsics István humi herceg szerezte meg, majd újra a Tallócziaké. A török terjeszkedés idején a 15. század második felében a horvát határvédelmi rendszer egyik kulcsfontosságú vára volt. A török a 16. század elején foglalta el és ágyús bástyákat épített hozzá. A vár egészen 1717-ig török kézen maradt.
A vár alatti vidék 1513-ban került török uralom alá. 1686-ban Trilj környékével együtt szabadult fel a török uralom alól, de az 1699-es karlócai béke ismét török kézen hagyta. Közben 1698-ban Hercegovinából és Poljicáról új keresztény lakosság telepedett le. Végleges felszabadulása csak az újabb velencei-török háborút lezáró pozsareváci békét követően 1718-ban történt meg, mely az új határt a Kamešnica-hegységnél húzta meg. Cupilli érsek 1718. június 16-án látogatta meg a várat és a települést és sem a várban sem a faluban nem talált templomot. Az érsek ekkor úgy rendelkezett, hogy a vár alatti első házat templommá alakítsák át és a Szent Őrzőangyalok tiszteletére szenteljék fel. A várat ezután hadi jelentőségét elvesztve pusztulni hagyták. 

## A vár mai állapota
Tekintélyes romjai a falu felett emelkednek. A vár két toronyból állt, amelyeket egy hosszúkás udvar kötött össze. A keleti torony nagyobb és jobban megőrzött, kívül szabálytalan kerek alaprajzú, belül nyolcszögletű, konzervált kúttal. A nyugati torony kisebb és kevésbé jól megőrzött. Régészeti leletek kerültek elő a késő ókortól a 18. század elejéig, különösen a késő középkor időszakából.